# Roberto Gagliardini
Roberto Gagliardini (Bergamo, 1994. április 7. –) olasz labdarúgó, 2023-tól az olasz Serie A-ban szereplő AC Monza játékosa.

## Statisztika

### Klub
Legutóbb frissítve 2023. június 3-án lett.
| Klub                               | Szezon         | Liga           | Liga            | Liga  | Nemzeti kupa    | Nemzeti kupa | Nemzetközi kupa | Nemzetközi kupa | Egyéb           | Egyéb | Összesen        | Összesen |
| Klub                               | Szezon         | Bajnokság      | Pályára lépések | Gólok | Pályára lépések | Gólok        | Pályára lépések | Gólok           | Pályára lépések | Gólok | Pályára lépések | Gólok    |
| ---------------------------------- | -------------- | -------------- | --------------- | ----- | --------------- | ------------ | --------------- | --------------- | --------------- | ----- | --------------- | -------- |
| Cesena (kölcsönben)                | 2013–14        | Serie B        | 21              | 1     | —               | —            | —               | —               | —               | —     | 21              | 1        |
| Spezia (kölcsönben)                | 2014–15        | Serie B        | 14              | 1     | 0               | 0            | —               | —               | —               | —     | 14              | 1        |
| Vicenza (kölcsönben)               | 2015–16        | Serie B        | 16              | 1     | 3               | 0            | —               | —               | —               | —     | 19              | 1        |
| Atalanta                           | 2013–14        | Serie A        | 0               | 0     | 1               | 0            | —               | —               | —               | —     | 1               | 0        |
| Atalanta                           | 2015–16        | Serie A        | 1               | 0     | 0               | 0            | —               | —               | —               | —     | 1               | 0        |
| Atalanta                           | 2016–17        | Serie A        | 13              | 0     | 1               | 0            | —               | —               | —               | —     | 14              | 0        |
| Atalanta                           | Összesen       | Összesen       | 14              | 0     | 2               | 0            | —               | —               | —               | —     | 16              | 0        |
| Internazionale Milano (kölcsönben) | 2016–17        | Serie A        | 18              | 2     | 1               | 0            | 0               | 0               | —               | —     | 19              | 2        |
| Internazionale Milano              | 2017–18        | Serie A        | 30              | 0     | 2               | 0            | —               | —               | —               | —     | 32              | 0        |
| Internazionale Milano              | 2018–19        | Serie A        | 19              | 5     | 2               | 0            | 0               | 0               | —               | —     | 21              | 5        |
| Internazionale Milano              | 2019–20        | Serie A        | 24              | 4     | 0               | 0            | 8               | 0               | —               | —     | 32              | 4        |
| Internazionale Milano              | 2020–21        | Serie A        | 28              | 3     | 1               | 0            | 4               | 0               | —               | —     | 33              | 3        |
| Internazionale Milano              | 2021–22        | Serie A        | 18              | 2     | 1               | 0            | 5               | 0               | 0               | 0     | 24              | 2        |
| Internazionale Milano              | 2022–23        | Serie A        | 19              | 0     | 3               | 0            | 6               | 0               | 1               | 0     | 29              | 0        |
| Internazionale Milano              | Összesen       | Összesen       | 156             | 16    | 10              | 0            | 23              | 0               | 1               | 0     | 190             | 16       |
| AC Monza                           | 2023–2024      | Serie A        | 0               | 0     | 0               | 0            | 0               | 0               | —               | —     | 0               | 0        |
| Teljes karrier                     | Teljes karrier | Teljes karrier | 221             | 19    | 15              | 0            | 23              | 0               | 1               | 0     | 261             | 19       |

1. ↑  Pályára lépése a Olasz szuperkupán.

### A válogatottban
Legutóbb frissítve 2020. november 11-én lett.
| Olaszország | Olaszország     | Olaszország |
| Év          | pályára lépesek | Gólok       |
| ----------- | --------------- | ----------- |
| 2017        | 3               | 0           |
| 2018        | 3               | 0           |
| 2019        | –               | –           |
| 2020        | 1               | 0           |
| Összesen    | 7               | 0           |